# Rombaken

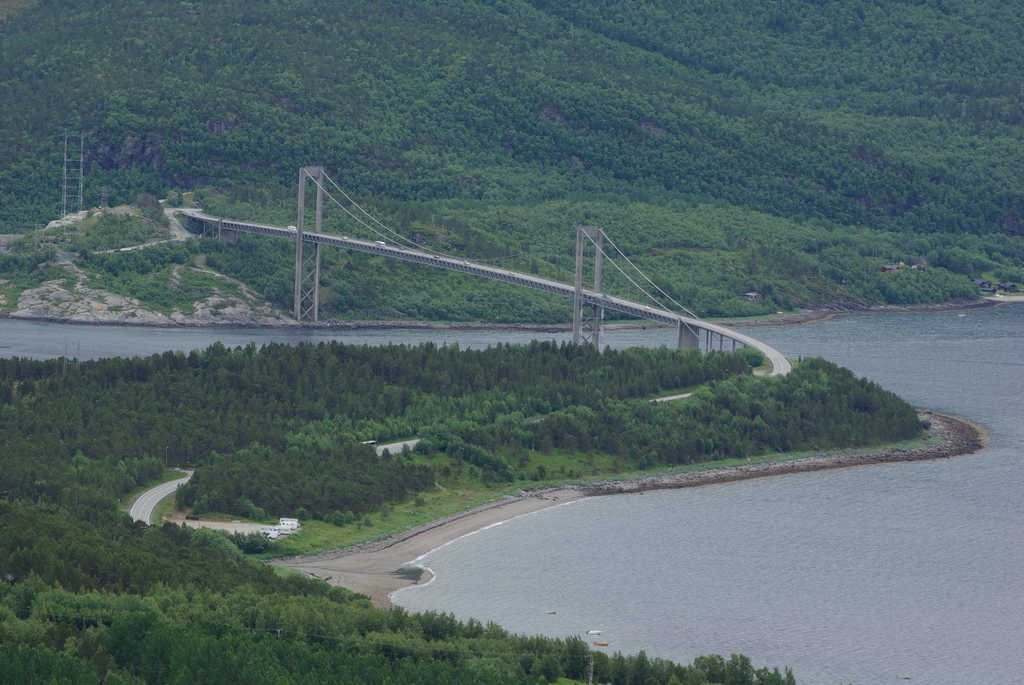
Brug over het Rombaken

Het Rombaken is een baai annex fjord binnen de Noorse gemeente Narvik in de provincie Nordland. Het is een verlengde van landinwaarts van de grote fjord Ofotfjord. Het Rombaken ligt ingeklemd tussen de denkbeeldige lijn Narvik - Øyjord aan de westkant en de Rombaksbrug aan de oostkant. Ten oosten van de Rombaksbrug ligt de Rombaksbaai. Aan de noord- en zuidkant liggen bergen. De baai wordt omsloten door de Europese weg 6 in het westen over de Hålogalandsbrug, de Europese weg 10 in het noorden en de onaangegeven Fylkesvei 7575 in het oosten over de Rombaksbrug en het zuiden. 